# تینوس فان خلدر
تینوس فان خلدر (هلندی: Tinus van Gelder; ۲ دسامبر ۱۹۱۱ – ۲۶ اوت ۱۹۹۹) دوچرخه‌سوار اهل هلند بود.